# 松岡聡田村裕希
- 松岡聡+田村裕希[1]

松岡聡田村裕希（まつおかさとしたむらゆうき）は、日本のアトリエ系建築設計事務所。
松岡聡＋田村裕希で主宰。2005年設立。JIA新人賞、グッドデザイン賞、東京建築賞など多数受賞。

## 主な人物
- 松岡聡（まつおか さとし、1973年 - ）
1973年 愛知県生まれ。
1997年 京都大学工学部建築学科卒業。
2000年 東京大学大学院工学系研究科修士修了。
2001年 コロンビア大学大学院修士修了
2005年 UNスタジオ、MVRDV、SANAAを経て、一級建築士設計事務所松岡聡田村裕希を共同主宰
2007年 東京大学大学院工学系研究科博士課程単位取得退学
2007-11年 京都造形芸術大学芸術学部環境デザイン学科専任講師
2011-16年 近畿大学建築学部建築学科准教授
2016年- 同教授
- 田村裕希（たむら ゆうき、1977年 - ）
1977年 東京都⽣まれ。
日本大学生産工学部建築工学科卒業後、東京藝術大学大学院美術研究科修士課程修了後、SANAAを経て、2005年に松岡聡田村裕希を設⽴。
2013-16年 東京藝術大学教育研究助手
2014-19年 日本大学生産工学部創生デザイン学科非常勤講師
2017-19年 明治大学理工学部建築学科兼任講師
2018-19年 日本大学生産工学部建築工学科非常勤講師
2019年- 東京藝術大学⾮常勤講師
2019-24年 東京工芸大学准教授
2024年- 同教授

## 受賞歴
- 2014年日本建築学会教育賞(教育貢献)受賞
- 2016年JIA新人賞受賞
- 2018年日本建築学会作品選奨受賞
- 2019年住宅建築賞受賞
- 2019年JIA優秀建築賞受賞
- 2020年グッドデザイン賞受賞
- 2020年東京建築賞(戸建住宅部門)優秀賞受賞

## 主な建築作品
- Balloon Caught，バンクーバー，2005年
- AREX，愛知県名古屋市，2006年
- SLIDE西荻，東京都杉並区，2009年
- 裏庭の家，茨城県日立市，2015年
- テーブルと建具のリノベーション，東京都文京区，2015年
- 栗林邸，東京都千代田区，2018年
- エネマネRハウス，大阪府大阪市，2017年
- コート・ハウス，埼玉県上尾市，2018年
- 桃青京都ギャラリー，京都府京都市，2020年
- ハウス・オン・サイツ，鳥取県鳥取市，2021年
- ハウス＆ゲート，福井県鯖江市，2021年
- House O，和歌山県和歌山市，2022年
- 裾野のロッジ，静岡県裾野市，2023年
- T山荘，2024年

## 著書
- 「Sight and Architecture 視覚と建築」，グラフィック社，2009年
- 「視覺與建築」，尖端出版（台湾），2011年
- 「サイト―建築の配置図集」，学芸出版社，2013年 (2014年 日本建築学会教育賞受賞)
- 「都市を予約する」，建築資料研究社，2018年
- 「白浜ポストリゾートガイド」，地域デザインスタジオ，2020年